# Šenšek
Šenšek je bil vladar dela Spodnjega Egipta v drugem vmesnem obdobju Egipta, verjetno v 17. stoletju pr. n. št.  Zelo verjetno je spadal v Štirinajsto dinastijo. Kot tak je vladal iz Avarisa nad vzhodnim, morda tudi zahodnim delom Nilove delte. Njegov kronološki položaj in identiteta sta nejasna.

## Dokazi
Šenšek je znan s samo enega skarabeja, ki ga je v  Avarisu (Tell el-Dab'a) odkril egiptolog Manfred Bietak. Skarabej je zdaj v Egipčanskem muzeju v Kairu.

## Identiteta
Primarni zgodovinski vir za prepoznavanje in časovno razvrščanje  faraonov Štirinajste dinastije je Torinski seznam kraljev, sestavljen v ramzeškem obdobju. Istovetenje Šenšeka z enim od faraonov na seznamu je težavno, ker so na njem samo priimki (prenomen) faraonov, Šešenk pa je njegovo osebno ime (nomen). Egiptologa Darrell Baker in Kim Ryholt menita, da je Šenšek verjetno na seznamu,  vendar njegova identiteta ostaja nedokazana, dokler se ne najde artefakt s Šešenkovim imenom in priimkom.
Bietak je po odkritju pečata domneval, da je Šešenk različica imena faraona Maaibre Šešija, katerega kronološki položaj je sicer nejasen, vendar bi tudi lahko spadal v Štirinajsto dinastijo. Baker and Ryholt sta njegovo domnevo odločno zavrnila. Ryholt je s serijacijo pečatov iz drugega vmesnega obdobja zaključil, da je Šenšek vladal za Nehesijem in pred Jakubherjem.